# Lijst van ministers van Kinderen en Jeugd in de Franse Gemeenschap
Dit is een lijst van ministers van Kinderen en Jeugd in de Franse Gemeenschapsregering.

## Kinderen

### Lijst
| Nr. | Minister | Minister                  | Partij | Partij      | Begin             | Einde             | Regering(en)     | Bevoegdheid                            |
| --- | -------- | ------------------------- | ------ | ----------- | ----------------- | ----------------- | ---------------- | -------------------------------------- |
| 1   |          | Laurette Onkelinx (1958)  |        | PS          | 1 januari 1994    | 13 juli 1999      | Onkelinx I, II   | Kinderen                               |
| 2   |          | Jean-Marc Nollet (1970)   |        | Ecolo       | 13 juli 1999      | 19 juli 2004      | Hasquin          | Kinderen                               |
| 3   |          | Catherine Fonck (1968)    |        | cdH         | 19 juli 2004      | 16 juli 2009      | Arena, Demotte I | Kinderen                               |
| (2) |          | Jean-Marc Nollet (1970)   |        | Ecolo       | 16 juli 2009      | 22 juli 2014      | Demotte II       | Kinderopvangcentra                     |
| 4   |          | Joëlle Milquet (1961)     |        | cdH         | 22 juli 2014      | 11 april 2016     | Demotte III      | Kleine Kinderen en Kinderdagverblijven |
| 5   |          | Alda Greoli (1962)        |        | cdH         | 11 april 2016     | 17 september 2019 | Demotte III      | Kleine Kinderen                        |
| 6   |          | Bénédicte Linard (1976)   |        | Ecolo       | 17 september 2019 | 16 juli 2024      | Jeholet          | Kind                                   |
| 7   |          | Valérie Lescrenier (1979) |        | Les Engagés | 16 juli 2024      | heden             | Degryse          | Kinderdagverblijven                    |

## Jeugd

### Lijst
| Nr. | Minister | Minister                    | Partij | Partij      | Begin             | Einde             | Regering(en)     | Bevoegdheid                         |
| --- | -------- | --------------------------- | ------ | ----------- | ----------------- | ----------------- | ---------------- | ----------------------------------- |
| 1   |          | Michel Lebrun (1949)        |        | PSC         | 1 januari 1994    | 21 juni 1995      | Onkelinx I       | Jeugdzorg                           |
| 2   |          | Laurette Onkelinx (1958)    |        | PS          | 21 juni 1995      | 13 juli 1999      | Onkelinx II      | Jeugdzorg                           |
| 3   |          | Yvan Ylieff (1941)          |        | PS          | 13 juli 1999      | 4 april 2000      | Hasquin          | Jeugd                               |
| 4   |          | Willy Taminiaux (1939-2018) |        | PS          | 4 april 2000      | 1 januari 2001    | Hasquin          | Jeugd                               |
| 5   |          | Rudy Demotte (1963)         |        | PS          | 1 januari 2001    | 15 juli 2003      | Hasquin          | Jeugd                               |
| 6   |          | Christian Dupont (1947)     |        | PS          | 15 juli 2003      | 19 juli 2004      | Hasquin          | Jeugd                               |
| 7   |          | Nicole Maréchal (1957)      |        | Ecolo       | 19 juli 1999      | 19 juli 2004      | Hasquin          | Jeugdzorg                           |
| 8   |          | Fadila Laanan (1967)        |        | PS          | 19 juli 2004      | 20 juli 2007      | Arena            | Jeugd                               |
| 9   |          | Marc Tarabella (1963)       |        | PS          | 20 juli 2007      | 16 juli 2009      | Arena, Demotte I | Jeugd                               |
| 10  |          | Catherine Fonck (1968)      |        | cdH         | 20 maart 2008     | 16 juli 2009      | Demotte I        | Jeugdzorg                           |
| 11  |          | Évelyne Huytebroeck (1958)  |        | Ecolo       | 16 juli 2009      | 22 juli 2014      | Demotte II       | Jeugd en Jeugdzorg                  |
| 12  |          | Isabelle Simonis (1967)     |        | PS          | 22 juli 2014      | 3 december 2018   | Demotte III      | Jeugd                               |
| 13  |          | Rachid Madrane (1968)       |        | PS          | 22 juli 2014      | 17 september 2019 | Demotte III      | Jeugdzorg/ Jeugdzorg en Jeugd       |
| 14  |          | Valérie Glatigny (1973)     |        | MR          | 17 september 2019 | 13 juli 2023      | Jeholet          | Hulpverlening aan de Jeugd en Jeugd |
| 15  |          | Françoise Bertieaux (1958)  |        | MR          | 19 juli 2023      | 16 juli 2024      | Jeholet          | Hulpverlening aan de Jeugd en Jeugd |
| 16  |          | Valérie Lescrenier (1979)   |        | Les Engagés | 16 juli 2024      | heden             | Degryse          | Jeugd en Jeugdhulp                  |